# Karl Rühmer

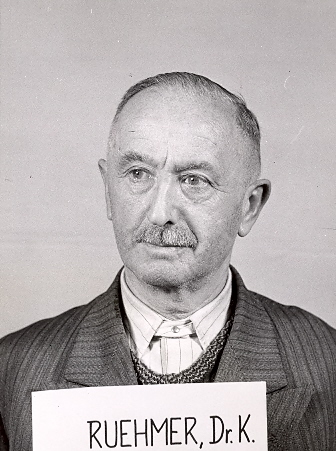
Karl Rühmer als Zeuge bei den Nürnberger Prozessen.

Karl Eduard Stefan Rühmer (* 18. Dezember 1883 in Bayreuth; † nach 1954) war ein deutscher Verleger, Fischzüchter und SS-Funktionär.

## Leben und Wirken

### Jugend und Ausbildung
In seiner Jugend besuchte Rühmer von 1889 bis 1893 die Volksschule und dann Realschulen in Weissenburg, Kulmbach und Nürnberg. Anschließend wurde er an der Königlich-Bayerischen Industrieschule ausgebildet, wo er die Berechtigung zum Besuch der Technischen Hochschule erwarb.
Ab 1905 studierte Rühmer Kulturbauwesen an der TH München, wo er 1911 mit dem Bestehen der Diplomhauptprüfung den Abschluss eines Diplomingenieurs erwarb. Unterbrochen wurde das Studium von 1907 bis 1908 durch einjährigen zwangsweisen Militärdienst beim 11. Infanterieregiment in Nürnberg.
Von 1914 bis 1918 nahm Rühmer als Zugführer beim 14. bayerischen Infanterieregiment am Ersten Weltkrieg teil, in dem er bis zum Oberleutnant der Reserve befördert wurde. Er diente zudem in den deutschen Luftstreitkräften und wurde an der Westfront verwendet, wo er 1915 mit dem bayerischen Militärverdienstorden mit Schwertern ausgezeichnet wurde.

### Weimarer Republik und frühe NS-Zeit
Nach dem Ende des Ersten Weltkriegs gehörte Rühmer einem Freikorps an. Beruflich kam er zunächst als technischer Referent beim bayerischen Staatsministerium für Demobilmachung unter, um dann als Abteilungsvorstand der Abteilung Leder für die Landesbekleidungsstelle der Minderbemittelten im Bayerischen Staatsministerium des Innern zu wechseln.
1921 promovierte er an der TH München zum Kulturbauingenieur (Doktor der technischen Wissenschaften). Anschließend trat er als Teilhaber in das Technische Büro Burg in München ein, um dann aufgrund seiner Motorrad-Konstruktionen die Münchener Motor-Fahrzeuge-Kommandit-Gesellschaft zu gründen. Ferner gründete er die Stockdorfer-Motoren-Werke AG in Stockdorf bei München, wo er technischer Direktor wurde. Schließlich gründete er noch die Maschinenfabrik Dr. ing. Karl Rühme und Co. 1925 erlitt Rühmer einen Nervenzusammenbruch wegen Überarbeitung und eventuell auch wegen einer Schädelverletzung im Krieg, weswegen er bis 1930 in den Ruhestand ging.
1930 wurde Rühmer – nachdem er die Fischereischule in Starnberg erfolgreich absolviert hatte – zum öffentlichen Fischereisachverständigen für den Bezirk Wolfratshausen bestellt. Später arbeitete er als Gutachter.
Seit 1930 war er im Stahlhelm aktiv, für dessen Eingliederung in NS-Organisationen er 1933 eintrat. Zum 1. Mai 1933 trat er der NSDAP bei (Mitgliedsnummer 3.526.240).
1930/1932 gründete Rühmer den Germanenverlag zur Herausgabe dichterischer Kampfwerke und von Fischereiliteratur. 1939 erwarb er größere Teichanlagen zur Setzfischzucht.

### Zweiter Weltkrieg
Von August 1939 bis Oktober 1941 leitete Rühmer ein Kraftfahrzeugreferat der Luftwaffe. Von dieser Tätigkeit wurde er gelegentlich beurlaubt um die Teiche der Deutschen Versuchsanstalt für Ernährung und Verpflegung zu besichtigen.
In Anknüpfung an diese Tätigkeit wurde Rühmer 1941 vom Wehrbezirkskommando IV hauptamtlich und dauerhaft in die Versuchsanstalt berufen. Von dort wurde er auf Anregung Heinrich Himmlers – der auf Rühmer durch seine Schriften aufmerksam geworden war – durch Oswald Pohl als Fischerei-Sachverständiger in das SS-Hauptamt Verwaltung und Wirtschaft, dem späteren SS-Wirtschafts- und Verwaltungshauptamt (WVHA), geholt. Am 1. November 1941 wurde er dort mit dem Aufbau und der Führung der Hauptabteilung „Fischereiwesen“ im Amt W 5 des Hauptamtes Verwaltung und Wirtschaft der SS beauftragt. In dieser Stellung war er insbesondere für die Fischereischule in der Nähe von Unterfahlheim bei Biberhaken zuständig. Damit Rühmer seinen eigenen ernährungswichtigen Betrieb – eine Fischzuchtanlage mit 60 Teichen – neben seiner Tätigkeit für das WVHA weiterführen konnte, wurde seine WVHA-Dienststelle an seinen Wohnsitz in Ebenhausen bei München versetzt.
Anlässlich seines Eintritts in das WVHA wurde Rühmer in die Waffen-SS übernommen, in der er in Anlehnung an seinen Luftwaffenrang als Major der Reserve am 2. Februar 1942 den Rang eines SS-Sturmbannführers der Reserve erhielt.
Am 20. April 1944 wurde Rühmer anlässlich der Liquidierung der Deutschen Versuchsanstalt für Ernährung und Verpflegung wegen mangelnder Verwendungsmöglichkeit aus der Waffen-SS entlassen und gleichzeitig zum Obersturmbannführer der Waffen-SS der Reserve befördert.
Bei Kriegsende wurde Rühmer von den Alliierten verhaftet. In der Folge wurde er im Rahmen der Nürnberger Prozesse als Zeuge vernommen.

### Nach Kriegsende
Die Fischzucht in Unterfahlheim wurde von Rühmer noch bis in die 1960er Jahre weiterbetrieben. Die Teiche liegen im heutigen Naturschutzgebiet Biberhacken und tragen den Namen Rühmer-Teiche.

## Schriften
- Die wirtschaftliche Bedeutung der Fischerei in den Wasserläufen Bayerns. 1921 (Zur Erlangung der Würde eines Dr. der technischen Wissenschaft (Dr. ing.) genehmigte Dissertation).
- Wir wollen frei sein!, 1932.
- Fischfang im Binnenwasser, 1932.
- Die Süsswasserfische unserer deutschen Heimat, deren Vorkommen, Aussehen, Lebensweise, Fangmindestmass, Fang, Fleischwert, Schonzeit, Tafelzeit und Zubereitungsart, 1934.
- Fische und Fischer. Erzählungen aus dem Fischreich, 1944.
- Wunder der Fischwelt. Erzählungen aus der Natur, 1949.
- Die Süsswasserfische und Krebse, 1952.
- Die Süsswasserfische und Krebse, deren naturfarbige und lebensnahe Darstellung, Vorkommen, Standplätze, Lebensweise , 1952.
- Fische und Nutztiere des Meeres. Deren Fang und Verwertung, 1954.